# The Evpatoria Report
The Evpatoria Report es  una banda suiza de post-rock formada en 2002. Consta de  dos guitarras, bajo, batería,  violín y teclado, creando un rock instrumental que combina serenidad, fuerza e intensidad.

Su nombre proviene de la ciudad de Evpatoria, en Crimea (Ucrania), donde existe una antena parabólica que envía mensajes al  espacio intentando describir la vida humana (el mensaje Evpatoria).

## Miembros
- Laurent Quint - guitarra
- Simon Robert- guitarra
- David Di Lorenzo - bajo
- Fabrice Berney - batería y glockenspiel
- Daniel Bacsinszky - violín, teclados

## Discografía
- The Evpatoria Report [Demo, 2003]
- Golevka [CD, 2005]
- Maar [CD, 2008]